# Цыплаков (хутор)
Цыплако́в — хутор в Новоузенском районе Саратовской области России. Входит в состав Алгайского муниципального образования.

## История
Хутор основан в 2002 году постановлением Саратовской областной думы № 3-65.

## Население
| 2010 |
| ---- |
| 8    |